# Пам'ятки історії Онуфріївського району
У Онуфріївському районі Кіровоградської області на обліку перебуває 67 пам'яток історії.
| № пп | Охорон. номер        | Найменування пам'ятки | Місцезнаходження пам'ятки                                               | Епоха                           | Значення | Рішення |
| ---- | -------------------- | --- | ----------------------------------------------------------------------- | ------------------------------- | -------- | ------- |
| 1    | 723                  | Братська могила радянських воїнів. Поховано 84 воїни. | смт Онуфріївка, біля адмін. будинку                                     | 1943 р.                         | місцева  |         |
| 2    | 1032                 | Братська могила мирних жителів. | смт Онуфріївка, дендропарк                                              | 1943 р.                         | —"—      |         |
| 3    | 724                  | Пам'ятник воїнам-землякам. | смт Онуфріївка, центр                                                   | 1941—1945 рр.                   | —"—      |         |
| 4    | 1306                 | Місце розстрілу радянських патріотів. | смт Онуфріївка, територія кінного заводу                                | 1941—1945 рр.                   | —"—      |         |
| 5    | 725                  | Пам'ятний знак на місці загибелі Комара А. радянського розвідника. | смт Онуфріївка, (дорога на Павлиш)                                      | 1943 р.                         | —"—      |         |
| 6    | 1209                 | Школа, в якій працював Сухомлинський В. О. — український радянський педагог. | смт Онуфріївка, школа                                                   | 1939—1941 рр.                   | —"—      |         |
| 7    | 1307                 | Пам'ятник на честь встановлення радянської влади. | смт Онуфріївка, центр                                                   | 1918 р.                         | —"—      |         |
| 8    | 1210                 | Місце будинку, де жив Дерибас Т. Д. — професійний революціонер. | смт Онуфріївка, кінотеатр                                               | 1883—1939 рр.                   | —"—      |         |
| 9    | 1033                 | Пам'ятний знак на честь Назаренка К. С. — командира партизанського загону. | смт Онуфріївка, вул. Поштова                                            | 1919 р.                         | —"—      |         |
| 10   | 726                  | Братська могила радянських воїнів. Поховано 20 воїнів. | с. Байдакове, Омельницька с/р, біля магазину                            | 1943 р.                         | —"—      |         |
| 11   | 2308                 | Братська могила радянських воїнів. Поховано 15 воїнів. | с. Байдакове, Омельницька с/р, кладовище                                | 1943 р.                         | —"—      |         |
| 12   | 727                  | Братська могила радянських воїнів. Поховано 58 воїнів. | с. Браїлівка, Павлиська с/р, центр                                      | 1943 р.                         | —"—      |         |
| 13   | 950                  | Пам'ятний знак воїнам-землякам. | с. Браїлівка, Павлиська с/р, біля клубу                                 | 1941—1945 рр.                   | —"—      |         |
| 14   | 728                  | Братська могила радянських воїнів. Поховано 33 воїни. | с. Василівка, Василівська с/р, біля школи                               | 1943 р.                         | —"—      |         |
| 15   | 2242                 | Братська могила радянських воїнів. Кількість похованих невідома. | с. Василівка, Василівська с/р, колишній хутір Первомайський, кладовище  | 1943 р.                         | —"—      |         |
| 16   | 1034                 | Могила Онопи М. С. — Героя Радянського Союзу. | с. Василівка, Василівська с/р, кладовище                                | 1913—1962 рр.                   | —"—      |         |
| 17   | 729                  | Пам'ятний знак воїнам-землякам. | с. Василівка, Василівська с/р, центр                                    | 1941—1945 рр.                   | —"—      |         |
| 18   | 1211                 | Школа, в якій навчався Сухомлинський В. О. — український радянський педагог. | с. Василівка, Василівська с/р, школа                                    | 1926—1933 рр.                   | —"—      |         |
| 19   | 730                  | Братська могила радянських воїнів. Поховано 73 воїни. | с. Вишнівці, Вишнівецька с/р, біля адмін. будинку                       | 1943 р.                         | —"—      |         |
| 20   | 1309                 | Могила радянського воїна. | с. Вишнівці, Вишнівецька с/р, кладовище                                 | 1943 р.                         | —"—      |         |
| 21   | 731                  | Пам'ятний знак воїнам-землякам. | с. Вишнівці, Вишнівецька с/р, біля будинку культ.                       | 1941—1945 рр.                   | —"—      |         |
| 22   | 1035                 | Пам'ятний знак на честь 200-річчя заснування села. | с. Вишнівці, Вишнівецька с/р, біля будинку культ.                       | 1977 р.                         | —"—      |         |
| 23   | 732 732/1- 732/7     | Братська могила радянських воїнів. Пам'ятні знаки Героям Радянському Союзу Кузіну І. В., Лаптєву М. Я., Легостяєву В. З., Скориніну В. П., пам'ятний знак воїнам-землякам (2) Поховано 634 воїни. | с. Деріївка, Деріївська с/р, центр                                      | 1943 р.                         | —"—      |         |
| 24   | 733                  | Могила Скориніна В. П. — Героя Радянського Союзу. | с. Деріївка, Деріївська с/р, кладовище                                  | 1943 р.                         | —"—      |         |
| 25   | 2243                 | Братська могила учасників громадянської війни. Поховано 2 особи. (Слизькоух Д. Т., Риндак І. П.) | с. Деріївка, Деріївська с/р, кладовище                                  | 1919 р.                         | —"—      |         |
| 26   | 734                  | Братська могила радянських воїнів. Поховано 264 воїни. | с. Зибкове, Зибківська с/р, центр                                       | 1943 р.                         | —"—      |         |
| 27   | 1310                 | Могила радянського воїна. | с. Зибкове, Зибківська с/р, кладовище                                   | 1943 р.                         | —"—      |         |
| 28   | 735                  | Пам'ятний знак воїнам-землякам. | с. Зибкове, Зибківська с/р, біля будинку культури                       | 1941—1945 рр.                   | —"—      |         |
| 29   | 736                  | Братська могила радянських воїнів. Поховано 175 воїнів. | с. Камбурліївка, Камбурліївська с/р, біля контори                       | 1943 р.                         | —"—      |         |
| 30   | 737                  | Пам'ятний знак воїнам-землякам. | с. Камбурліївка, Камбурліївська с/р, біля контори                       | 194—19451 рр.                   | —"—      |         |
| 31   | 738 738/1- 738/9     | Воїнське кладовище. Братська могила радянських воїнів, могили: Ф. Д. Глухова, К. П. Гриба, О. П. Калашникова, О. І. Рутчина, М. В. Худенка, Я. С. Калашникова — Героїв Радянського Союзу, О. Г. Сазонова — радянського льотчика. Пам'ятний знак П. С. Кузубу — Герою Радянського Союзу (поховано 1453 воїни) | Онуфріївський район, Куцеволівська сільська рада, с. Куцеволівка, центр | 1943 р.                         | —"—      |         |
| 32   | 739                  | Пам'ятний знак воїнам-землякам. | с. Куцеволівка, Куцеволівська с/р, центр                                | 1941—1945 рр.                   | —"—      |         |
| 33   | 740                  | Пам'ятний знак на місці форсування Дніпра. | с. Куцеволівка, Куцеволівська с/р, в районі переправи                   | 1943 р.                         | —"—      |         |
| 34   | 1311                 | Пам'ятний знак на честь 40-річчя форсування Дніпра. | с. Куцеволівка, Куцеволівська с/р, біля сільради                        | 1943 р.                         | —"—      |         |
| 35   | 1312                 | Могила Кузуба П. С. — Героя Радянського Союзу. | с. Куцеволівка, Куцеволівська с/р, висота 175                           | 1943 р.                         | —"—      |         |
| 36   | 2309                 | Могила воїнів — учасників Кримської війни. Кількість невідома. | с. Куцеволівка, Куцеволівська с/р, кладовище                            | 1853—1856 рр.                   | —"—      |         |
| 37   | 742                  | Братська могила радянських воїнів. Поховано 130 воїнів. | с. Лозуватка, Вишнівецька с/р, центр                                    | 1943 р.                         | —"—      |         |
| 38   | 743 743/1 743/2      | Братська могила радянських воїнів, серед похованих: Орєхов І. В., Утєв Є. В. — Герої Радянського Союзу та пам'ятний знак воїнам-землякам. Поховано 188 воїнів. | с. Мар'ївка, Мар'ївська с/р, центр                                      | 1943 р. 1941—1945 рр.           | —"—      |         |
| 39   | 1313                 | Могила місцевих жителів, розстріляних за розподіл поміщицької землі. Поховано 7 чоловік. | с. Мар'ївка, Мар'ївська с/р                                             | 1918 р.                         | —"—      |         |
| 40   | 744 744/1- 744/3     | Братська могила радянських воїнів, могила Бабака Д. І. — Героя Радянського Союзу, пам'ятний знак воїнам-землякам. Поховано 1377 воїнів. | с. Млинок, Млинківська с/р центр                                        | 1943 р., 1943 р., 1941—1945 рр. | —"—      |         |
| 41   | 2310                 | Братська могила радянських воїнів. Кількість похованих невідома. | с. Млинок, Млинківська с/р, колишня Морозівка, на південний схід 2 км.  | 1943 р.                         | —"—      |         |
| 42   | 2311                 | Братська могила радянських воїнів. Кількість похованих невідома. | с. Млинок, Млинківська с/р, колишня Адолівка                            | 1943 р.                         | —"—      |         |
| 43   | 2244 2244/1 2244/2   | Братські могили радянських воїнів. Кількість похованих невідома. | с. Млинок, Млинківська с/р, колишня Андріївка                           | 1943 р.                         | —"—      |         |
| 44   | 745 745/1- 745/4     | Братська могила радянських воїнів. Поховано 51 воїна. Пам'ятні знаки: Воровченку Г. Д., Пасічнику А. С. — Героям Радянського Союзу, Калюжному О. В. — воїнові-земляку. | с. Омельник, Омельницька с/р, біля клубу                                | 1943 р.                         | —"—      |         |
| 45   | 746                  | Пам'ятний знак воїнам-землякам. | с. Омельник, Омельницька с/р, біля клубу                                | 1941—1945 рр.                   | —"—      |         |
| 46   | 1314 1314/1 — 1314/4 | Братські могили радянських воїнів та могила радянського льотчика (кількість похованих невідома) | Онуфріївський район, Омельницька сільська рада, с. Омельник, кладовище  | 1943 р.                         | —"—      |         |
| 47   | 747                  | Братська могила радянських воїнів. Поховано 124 воїни. | смт Павлиш, біля будинку культури                                       | 1943 р.                         | —"—      |         |
| 48   | 748                  | Братська могила радянських воїнів. Поховано 28 воїнів. | смт Павлиш, біля магазину (колишня Сметанівка)                          | 1943 р.                         | —"—      |         |
| 49   | 749                  | Братська могила радянських військовополонених. Поховано близько 3500 воїнів. | смт Павлиш, територія РТП                                               | 1941—1943 рр.                   | —"—      |         |
| 50   | 750                  | Пам'ятний знак воїнам-землякам. | смт Павлиш, біля контори ПСП «Перемога»                                 | 1941—1945 рр.                   | —“—      |         |
| 51   | 751                  | Пам'ятний знак на честь визволення селища. | смт Павлиш, біля будинку культури                                       | 1941—1945 рр.                   | —»—      |         |
| 52   | 1212                 | Братська могила учасників громадянської війни. Поховано 72 чол. | смт Павлиш, кладовище                                                   | 1919 р.                         | —"—      |         |
| 53   | 752                  | Школа, в якій працював Сухомлинський В. О. — український радянський педагог. | смт Павлиш, вул. Сухомлинського                                         | 1948 р.                         | —"—      |         |
| 54   | 753                  | Могила Сухомлинського В. О. — українського радянського педагога. | смт Павлиш, кладовище                                                   | 1918—1970 рр.                   | —"—      |         |
| 55   | 754                  | Могила Омельяненка К. — комсомольця. | смт Павлиш, 2 км на пд. сх., біля залізничного полотна                  | 1943 р.                         | —"—      |         |
| 56   | 755                  | Пам'ятний знак воїнам-землякам. | смт Павлиш, біля лікарні                                                | 1941—1945 рр.                   | —"—      |         |
| 57   | 756                  | Братська могила радянських воїнів. Поховано 67 воїнів. | с. Петрівка, Млинківська с/р, біля клубу                                | 1943 р.                         | —"—      |         |
| 58   | 757                  | Братська могила радянських воїнів. Поховано 22 воїни. | с. Попівка, Попівська с/р, центр                                        | 1943 р.                         | —"—      |         |
| 59   | 1315                 | Могила Головченка М. — комсомольця. | с. Попівка, Попівська с/р, кладовище                                    | 1925—1941 рр.                   | —"—      |         |
| 60   | 758                  | Пам'ятний знак воїнам-землякам. | с. Попівка, Попівська с/р, Центр                                        | 1941—1945 рр.                   | —"—      |         |
| 61   | 759 759/1 — 759/3    | Братська могила радянських воїнів, пам'ятні знаки борцям за владу Рад та воїнам-землякам. Поховано 1068 воїнів. | с. Успенка, Успенська с/р, центр                                        | 1943 р., 1918—1920 рр., 1941 р. | —"—      |         |
| 62   | 760                  | Могила Куделі Д. С. — борця за встановлення радянської влади. | с. Успенка, Успенська с/р, кладовище                                    | 1879—1918 рр.                   | —"—      |         |
| 63   | 1213                 | Пам'ятний знак Куделі Д. С. — учаснику встановлення радянської влади. | с. Успенка, Успенська с/р, клуб                                         | 1918 р.                         | —"—      |         |
| 64   | 762                  | Братська могила радянських воїнів. Поховано 138 воїнів. | с. Ясинуватка, Куцеволівська с/р, біля клубу                            | 1943 р.                         | —"—      |         |
| 65   | 1214                 | Пам'ятний знак командиру партизанського загону Третяку М. | смт Павлиш                                                              | 1943 р.                         | —"—      |         |
| 66   | 2312                 | Братська могила радянських воїнів. | с. Браїлівка, Павлиська с/р, кладовище                                  | 1943 р.                         | —"—      |         |
| 67   | 2313                 | Братська могила радянських воїнів. | с. Браїлівка, Павлиська с/р, кладовище                                  | 1943 р.                         | —"—      |         |